# Miami (Texas)
Miami is een plaats (city) in de Amerikaanse staat Texas, en valt bestuurlijk gezien onder Roberts County.

## Demografie
Bij de volkstelling in 2000 werd het aantal inwoners vastgesteld op 588.
In 2006 is het aantal inwoners door het United States Census Bureau geschat op 553, een daling van 35 (-6,0%).

## Geografie
Volgens het United States Census Bureau beslaat de plaats een oppervlakte van
3,0 km², geheel bestaande uit land. Miami ligt op ongeveer 840 m boven zeeniveau.

## Plaatsen in de nabije omgeving
De onderstaande figuur toont nabijgelegen plaatsen in een straal van 36 km rond Miami.